# 미셸 펜세
미셸 펜세(Michel Pensée, 1973년 6월 16일 ~ )는 카메룬의 전직 축구 선수이다. 현역 시절 포지션은 수비수였다. K리그시절 등록명은 미첼이었다. 카메룬 축구 국가대표팀으로 1998년 FIFA 월드컵에 출전하였다.
한편, 문서상으로 2005년까지 일화와 계약이 되어있었으나 1999년 10월 소속팀을 무단으로 이탈한 뒤 복귀하지 않아 물의를 일으켰으며 2000년 3월 14일 일화 축구단 사무실에서 선수수당용으로 마련한 10만원권 자기앞수표 74장을 훔쳐 달아나 2001년 5월 26일 절도혐의로 긴급체포됐는데 일화로부터 계약금을 받지 못한 데다 팀내에서 구타까지 당해 일화를 떠났다고 주장했다.